# Sloane Stephens
Sloane Stephens (Fort Lauderdale, Florida, 1993. március 20. –) amerikai hivatásos teniszezőnő, US Open-győztes, háromszoros junior Grand Slam-tornagyőztes, olimpikon.
Három páros junior Grand Slam-torna győztese. Mind a három győzelmét 2010-ben érte el, és mindegyiket a magyar Babos Tímeával együtt. 2009 óta profi teniszező. Pályafutása során nyolc egyéni és egy páros WTA-, valamint egy egyéni WTA125 tornagyőzelmet aratott, emellett egy egyéni és egy páros ITF-tornát nyert meg.
A Grand Slam-tornákon egyéniben a legjobb eredményét a 2017-es US Openen érte el, amelyet megnyert. Legjobb világranglista-helyezése egyéniben a 3. hely, amelyet 2018. július 16-án, párosban a 63. helyezés, amelyet 2024. szeptember 23-án ért el.
Világranglista helyezése alapján 2018-ban kvalifikálta magát az év végi világbajnokságra, ahol a döntőben szenvedett vereséget Elina Szvitolinától.

## Élete
Sybil Smith és John Stephens lányaként született. Édesapja profi amerikai futball-játékos volt. Sloane csak tizenhárom éves korában ismerte meg apját, aki nem sokkal ezután, 2009. szeptember 1-jén halálos autóbalesetet szenvedett. A tragédia egybeesett az amerikai nyílt teniszbajnoksággal, ahol Sloane is részt vett. Ettől függetlenül elutazott apja temetésére Louisianába, majd folytatta a versenyt.

## Pályafutása
2007-ben játszott először ITF Circuit versenyen Brazíliában. 2008-ban indult először WTA-verseny kvalifikációjában Miamiben és a US Openen, és ebben az évben aratta első páros ITF Circuit tornagyőzelmét. 2009-ben három alkalommal (ebből egyszer a US Openen) is a kvalifikáció során volt kénytelen búcsúzni a WTA-tornáktól, amelyeken indult. 2010-ben sikerült először, és ebben az évben háromszor is főtáblára kerülnie (kétszer a 2. körig, egyszer az 1. körig jutott).
2011-ben került a világranglista első 100 helyezettje közé. Ebben az évben negyeddöntős lett Carlsbadban, és a 3. körig jutott a US Openen. Ekkor a 106. helyről a 89. helyre ugrott a világranglistán. Az évet a 97. helyen zárta, a legfiatalabbként a Top100-as versenyzők között.
2012-ben elődöntőt játszott Strasbourgban és Washingtonban, a 4. körig jutott a Roland Garroson és 3. körig Wimbledonban, valamint a US Openen. Az Australian Openen a 2. körben esett ki. Eredményei alapján az év végén már a Top40 tagja volt a 38. helyezésével.
2013-ban egésze közel került a Top10-hez, az évet a 12. helyen zárta, közben októberben elérte eddigi legmagasabb világranglista-helyezését, amikor a 11. volt. Először játszott Grand Slam tornán elődöntőt az Australian Openen, ahol Azarankától kapott ki; a 4. körig jutott a Roland Garroson (Sarapova ütötte el a továbbjutástól); negyeddöntős volt Wimbledonban (Marion Bartolitól szenvedett vereséget), és a 4. körben esett ki a US Openen, ahol Serena Williams búcsúztatta. Ezek mellett elődöntős volt Hobartban, és öt alkalommal szerepelt az év folyamán negyeddöntőben.
2014-ben visszaesés következett be világranglista-helyezésében, amely az év során két alkalommal is elszenvedett sérülései következménye. Ebben az évben két Premier tornán elért negyeddöntős eredményt jegyezhetett fel (Indian Wells és Birmingham). Az Australian Openen és a Roland Garroson a 4. körig, a US Openen a 2. körig jutott, Wimbledonban már az első körben búcsúzni kényszerült. Az évet a világranglista 37. helyén zárta.
2015. volt a második legjobb szezonja, amikor a világranglistán a 30. helyen zárt. Megszerezte élete első WTA tornagyőzelmét Washingtonban (a döntőben Anasztaszija Pavljucsenkova ellen diadalmaskodva), kétszer játszott elődöntőt (Strasbourg és Eastbourne), kétszer jutott a negyeddöntőbe (Miami és Szöul, a 4. körig jutott a Roland Garroson, és a 3. körig Wimbledonban.
2016-ot tornagyőzelemmel kezdte: az év első versenyén Aucklandben Julia Görgest legyőzve megszerezte élete második WTA-tornagyőzelmét.

## Junior Grand Slam-döntői

### Páros

#### Győzelmek (3)
| Év   | Helyszín      | Partner     | Ellenfelek a döntőben                            | Eredmény a döntőben |
| 2010 | Roland Garros | Babos Tímea | Lara Arruabarrena Vecino María-Teresa Torro-Flor | 6–2, 6–3            |
| 2010 | Wimbledon     | Babos Tímea | Irina Hromacsova Elina Szvitolina                | 6–7(7), 6–2, 6–2    |
| 2010 | US Open       | Babos Tímea | An-Sophie Mestach Silvia Njirić                  | visszaléptek        |

#### Elveszített döntői (1)
| Év   | Helyszín | Partner          | Ellenfelek a döntőben               | Eredmény a döntőben |
| 2008 | US Open  | Mallory Burdette | Noppawan Lertcheewakarn Sandra Roma | 0–6, 2–6            |

## Grand Slam-döntői

### Egyéni

#### Győzelmek (1)
| Év   | Helyszín | Ellenfél a döntőben | Eredmény a döntőben |
| 2017 | US Open  | Madison Keys        | 6–3, 6–0            |

#### Elveszített döntői (1)
| Év   | Helyszín      | Ellenfél a döntőben | Eredmény a döntőben |
| 2018 | Roland Garros | Simona Halep        | 6–3, 4–6, 1–6       |

## WTA-döntői

### Egyéni

#### Győzelmei (8)
| Összesítés            |                              |
| Grand Slam-torna (1)  |                              |
| Premier Mandatory (1) | WTA 1000 (kötelező)* (0)     |
| Premier Five (0)      | WTA 1000 (nem kötelező)* (0) |
| Premier (1)           | WTA 500* (0)                 |
| International (3)     | WTA 250* (2)                 |

*2021-től megváltozott a tornák kategóriáinak elnevezése.
|    | Dátum                | Torna                             | Borítás      | Ellenfél a döntőben         | Eredmény a döntőben | Eredmény a döntőben |
| 1. | 2015. augusztus 9.   | Citi Open, Washington             | Kemény       | Anasztaszija Pavljucsenkova | 6–1, 6–2            |                     |
| 2. | 2016. január 9.      | ASB Classic, Auckland             | Kemény       | Julia Görges                | 7–5, 6–2            |                     |
| 3. | 2016. február 27.    | Abierto Mexicano Telcel, Acapulco | Kemény       | Dominika Cibulková          | 6–4, 4–6, 7–6(5)    |                     |
| 4. | 2016. április 10.    | WTA Charleston, Charleston        | Salak (zöld) | Jelena Vesznyina            | 7–6(4), 6–2         |                     |
| 5. | 2017. szeptember 10. | US Open, New York                 | Kemény       | Madison Keys                | 6–3, 6–0            |                     |
| 6. | 2018. április 1.     | Miami Masters, Miami              | Kemény       | Jeļena Ostapenko            | 7–6(5), 6–1         |                     |
| 7. | 2022. február 27.    | Abierto Zapopan, Guadalajara      | Kemény       | Marie Bouzková              | 7–5, 1–6, 6–2       |                     |
| 8. | 2024. április 21.    | Open de Rouen, Rouen              | Salak (f)    | Magda Linette               | 6–1, 2–6, 6–2       |                     |

#### Elveszített döntői (3)
|    | Dátum               | Torna                         | Borítás    | Ellenfél a döntőben | Eredmény a döntőben | Eredmény a döntőben |
| 1. | 2018. június 9.     | Roland Garros, Párizs         | Salak      | Simona Halep        | 6–3, 4–6, 1–6       |                     |
| 2. | 2018. augusztus 12. | Canadian Open, Montréal       | Kemény     | Simona Halep        | 6–7(6), 6–3, 4–6    |                     |
| 3. | 2018. október 28.   | 2018-as WTA Finals, Szingapúr | Kemény (f) | Elina Szvitolina    | 6–3, 2–6, 2–6       |                     |

### Páros

#### Győzelmei (1)
| Összesítés            |                              |
| Grand Slam-torna (0)  |                              |
| Premier Mandatory (0) | WTA 1000 (kötelező)* (0)     |
| Premier Five (0)      | WTA 1000 (nem kötelező)* (0) |
| Premier (0)           | WTA 500* (1)                 |
| International (0)     | WTA 250* (0)                 |

*2021-től megváltozott a tornák kategóriáinak elnevezése.
| No. | Dátum            | Helyszín                                               | Borítás      | Partner        | Ellenfelek a döntőben              | Eredmény a döntőben |
| 1.  | 2024. április 7. | Charleston Open, Charleston, Amerikai Egyesült Államok | Salak (zöld) | Ashlyn Krueger | Ljudmila Kicsenok Nagyija Kicsenok | 1–6, 6–3, [10–7]    |

#### Elveszített döntői (1)
| No. | Dátum              | Helyszín                                   | Borítás | Partner          | Ellenfelek a döntőben       | Eredmény a döntőben |
| 1.  | 2017. augusztus 5. | Washington Open, Amerikai Egyesült Államok | Kemény  | Eugenie Bouchard | Aojama Suko Renata Voráčová | 3–6, 2–6            |

## WTA 125K döntői

### Egyéni

#### Győzelmei (1)
|    | Dátum          | Torna                               | Borítás | Ellenfél a döntőben | Eredmény a döntőben |
| 1. | 2023. május 7. | L'Open 35 de Saint-Malo, Saint-Malo | Salak   | Greet Minnen        | 6–3, 6–4            |

## ITF-döntői

### Egyéni

#### Győzelmei (1)
| Díjazás        |
| -------------- |
| $100,000 torna |
| $75,000 torna  |
| $50,000 torna  |
| $25,000 torna  |
| $15,000 torna  |
| $10,000 torna  |

|    | Dátum           | Torna           | Borítás | Ellenfél a döntőben  | Eredmény a döntőben | Eredmény a döntőben |
| 1. | 2011. május 15. | , Reggio Emilia | Salak   | Nasztasszja Jakimava | 6–3, 6–1            |                     |

#### Elveszített döntői (1)
|    | Dátum           | Torna     | Borítás | Ellenfél a döntőben | Eredmény a döntőben | Eredmény a döntőben |
| 1. | 2010. május 15. | , Caserta | Salak   | Romina Oprandi      | 3–6, 3–6            |                     |

### Páros

#### Győzelmei (1)
| Díjazás        |
| -------------- |
| $100,000 torna |
| $75,000 torna  |
| $50,000 torna  |
| $25,000 torna  |
| $15,000 torna  |
| $10,000 torna  |

|    | Dátum            | Torna     | Borítás | Partner          | Ellenfél a döntőben               | Eredmény a döntőben | Eredmény a döntőben |
| 1. | 2008. június 28. | , Wichita | Kemény  | Christina McHale | Dominika Disková Ana-Clara Duarte | 6–3, 6–2            |                     |

#### Elveszített döntői (1)
|    | Dátum              | Torna     | Borítás    | Partner       | Ellenfél a döntőben                | Eredmény a döntőben | Eredmény a döntőben |
| 1. | 2010. november 14. | , Phoenix | Kemény (f) | Julia Boserup | Tetjana Luzsanszka Coco Vandeweghe | 5–7, 4–6            |                     |

## Eredményei Grand Slam-tornákon

### Egyéniben
| Grand Slam | Australian Open | Australian Open    | Roland Garros | Roland Garros      | Wimbledon     | Wimbledon       | US Open       | US Open              |
| Év         | Eredmény        | Utolsó ellenfél    | Eredmény      | Utolsó ellenfél    | Eredmény      | Utolsó ellenfél | Eredmény      | Utolsó ellenfél      |
| 2011       | –               | –                  | –             | –                  | –             | –               | Selejtező(Q2) | Selejtező(Q2)        |
| 2011       | Selejtező(Q2)   | Selejtező(Q2)      | 1. kör        | Elena Baltacha     | Selejtező(Q2) | Selejtező(Q2)   | 3. kör        | Ana Ivanović         |
| 2012       | 2. kör          | Sz Kuznyecova      | 4. kör        | Samantha Stosur    | 3. kör        | Sabine Lisicki  | 3. kör        | Ana Ivanović         |
| 2013       | Elődöntő        | V Azaranka         | 4. kör        | M Sarapova         | Negyeddöntő   | Marion Bartoli  | 4. kör        | Serena Williams      |
| 2014       | 4. kör          | Viktorija Azaranka | 4. kör        | Simona Halep       | 1. kör        | M Kirilenko     | 2. kör        | Johanna Larsson      |
| 2015       | 1. kör          | Viktorija Azaranka | 4. kör        | Serena Williams    | 3. kör        | Lucie Šafářová  | 1. kör        | Coco Vandeweghe      |
| 2016       | 1. kör          | Vang Csiang        | 3. kör        | Cvetana Pironkova  | 3. kör        | Sz Kuznyecova   | –             | –                    |
| 2017       | –               | –                  | –             | –                  | 1. kör        | Alison Riske    | Győzelem      | Madison Keys         |
| 2018       | 1. kör          | Csang Suaj         | Döntő         | Simona Halep       | 1. kör        | Donna Vekić     | Negyeddöntő   | Anastasija Sevastova |
| 2019       | 4. kör          | A Pavljucsenkova   | Negyeddöntő   | Konta Johanna      | 3. kör        | Konta Johanna   | 1. kör        | Anna Kalinszkaja     |
| 2020       | 1. kör          | Csang Suaj         | 2. kör        | Paula Badosa       | elmaradt      | elmaradt        | 3. kör        | Serena Williams      |
| 2021       | 1. kör          | Julija Putyinceva  | 4. kör        | Barbora Krejčíková | 3. kör        | L Szamszonova   | 3. kör        | Angelique Kerber     |
| 2022       | 1. kör          | Emma Raducanu      | Negyeddöntő   | Cori Gauff         | 1. kör        | Cseng Csin-ven  | 2. kör        | Iga Świątek          |
| 2023       | 1. kör          | A Potapova         | 4. kör        | Arina Szabalenka   | 2. kör        | Donna Vekić     | 1. kör        | B Haddad Maia        |
| 2024       | 3. kör          | Anna Kalinszkaja   | 1. kör        | Julija Putyinceva  | 2. kör        | Gyiana Snajgyer | 1. kör        | Clara Burel          |
| 2025       | 1. kör          | Arina Szabalenka   |               |                    |               |                 |               |                      |

## Év végi világranglista-helyezései
| Év     | 2008 | 2009 | 2010 | 2011 | 2012 | 2013 | 2014 | 2015 | 2016 | 2017 | 2018 | 2019  | 2020 | 2021  | 2022 | 2023 | 2024 |
| Egyéni | 496. | 802. | 198. | 97.  | 38.  | 12.  | 37.  | 30.  | 36.  | 13.  | 6.   | 25.   | 39.  | 64.   | 37.  | 48.  | 79.  |
| Páros  | 845. | 694. | 526. | 94.  | 180. | –    | 722. | 383. | 887. | 166. | 213. | 1156. | 628. | 1348. | 330. | 629. | 64.  |

## Díjai, elismerései
- 2017: Az év visszatérő játékosa (WTA díj)[6]